# 東経85度線
東経85度線（とうけい85どせん）は、本初子午線面から東へ85度の角度を成す経線である。北極点から北極海、アジア、インド洋、南極海、南極大陸を通過して南極点までを結ぶ。東経85度線は、西経95度線と共に大円を形成する。

## 通過する地域一覧
東経85度線は、北極点から南極点まで南に向かって以下の場所を通っている。
| 地理座標                                             | 国土・領土・領海 | 備考                                                  |
| ---------------------------------------------------- | ---------------- | ----------------------------------------------------- |
| 北緯90度0分 東経85度0分 / 北緯90.000度 東経85.000度  | 北極海           |                                                       |
| 北緯81度8分 東経85度0分 / 北緯81.133度 東経85.000度  | カラ海           |                                                       |
| 北緯74度35分 東経85度0分 / 北緯74.583度 東経85.000度 | ロシア           | Plavnikovyye島                                        |
| 北緯74度17分 東経85度0分 / 北緯74.283度 東経85.000度 | カラ海           |                                                       |
| 北緯73度42分 東経85度0分 / 北緯73.700度 東経85.000度 | ロシア           |                                                       |
| 北緯50度3分 東経85度0分 / 北緯50.050度 東経85.000度  | カザフスタン     | 約6km                                                 |
| 北緯50度0分 東経85度0分 / 北緯50.000度 東経85.000度  | ロシア           | 約11km                                                |
| 北緯49度54分 東経85度0分 / 北緯49.900度 東経85.000度 | カザフスタン     |                                                       |
| 北緯46度55分 東経85度0分 / 北緯46.917度 東経85.000度 | 中華人民共和国   | 新疆ウイグル自治区 チベット自治区                     |
| 北緯28度36分 東経85度0分 / 北緯28.600度 東経85.000度 | ネパール         |                                                       |
| 北緯26度54分 東経85度0分 / 北緯26.900度 東経85.000度 | インド           | ビハール州 ジャールカンド州 オリッサ州                |
| 北緯19度19分 東経85度0分 / 北緯19.317度 東経85.000度 | インド洋         |                                                       |
| 南緯60度0分 東経85度0分 / 南緯60.000度 東経85.000度  | 南極海           |                                                       |
| 南緯66度21分 東経85度0分 / 南緯66.350度 東経85.000度 | 南極大陸         | オーストラリア南極領土（ オーストラリアが領有権主張） |